# Thembisile
Thembisile – gmina w Republice Południowej Afryki, w prowincji Mpumalanga, w dystrykcie Nkangala. Siedzibą administracyjną gminy jest Empumalanga.